# 倪文煥
倪文煥（？—1627年）， 直隸江都縣（今江苏扬州）人，晚明政治人物。

## 生平
萬曆三十一年（1603年）癸卯科應天鄉試舉人，萬曆四十七年（1619年）己未科進士。授行人司行人，擢監察御史。由崔呈秀引見，入魏忠賢幕，与崔呈秀、田吉、吴淳夫、李夔龙同為忠賢黨羽，號“五虎”。期間李日宣、李邦華、 周順昌等數十人，輕者削籍，重者拷死。後出按畿輔，為忠賢建生祠三處，累官太常寺卿。及崇祯帝即位，忠賢倒臺，朝廷清算閹黨，將倪文煥逮治處死。《明史》有傳。